# Aldford
Aldford est un village et civil parish du Cheshire situé au sud de Chester, en Angleterre. Sa population était de 477 habitants en 2021. Le village se trouve sur la rive est du Dee, à son confluent avec la rivière nommée Aldford Brook. On y trouve notamment les ruines (principalement les fondations) d'un château médiéval.